# Шаммата
Шаммата  — высшая и самая тяжёлая степень херема (проклятия) евреев, произносимая над вероотступниками.
Считается высшей мерой осуждения в еврейской общине. Заключается в полном исключении порицаемого еврея из общины, со всеми запретами: на проживание, посещение как синагоги в частности, так и поселения в общем.